# Барон Фёрниволл

Герб первых баронов Фёрниволл из рода Фёрниволл

 Барон Фёрниволл (англ. Baron Furnivall) — старинный дворянский титул в системе пэрства Англии. Изначально он был создан для сэра Томаса де Фёрниволла (умер в 1332), который 23 июня 1295 года был вызван в парламент как лорд Фёрниволл.

## История
С 1295 по 1401 год титул барона Фёрниволл носили члены семьи Фёрниволл. Джоан Фёрниволл, 5-я баронесса Фёрниволл (около 1369 — около 1401), дочь и наследница Уильяма де Фёрниволла, 4-го барона Фёрниволла (1326—1383), вышла замуж за Томаса де Невилла (умер в 1407), сына Джона де Невилла, 3-го лорда Невилла. В августе 1383 года Томас де Невилл был вызван в парламент в качестве лорда Фёрниволла. Их дочь, Мод де Невилл (около 1392 — около 1423), стала женой Джона Толбота (1390—1453), который в октябре 1409 года был вызван в парламент как лорд Фёрниволл (по праву жены). Позднее он получил титул графа Шрусбери.
В 1616 году после смерти Гилберта Толбота, 7-го графа Шрусбери и 12-го барона Фёрниволла (1552—1616), не оставившего мужских потомков, баронский титул оказался в состоянии бездействия. На титул претендовали Мэри Герберт, графиня Пембрук (умер в 1649), Элизабет Грей, графиня Кентская (умерла в 1651) и Альтея Говард, графиня Арундел (умерла в 1654). В 1651 году после смерти Элизабет Грей, графини Кент, баронство унаследовала Альтея Говард, 13-я баронесса Фёрниволл (умерла в 1654). После смерти последней титул барона Фёрниволла перешел в герцогам Норфолк. Баронство получил Томас Говард, 5-й герцог Норфолк и 14-й барон Фёрниволл (1627—1677). После смерти Эдварда Говарда, 9-го герцога Норфолка, в 1777 году баронский титул прервался.
3 мая 1913 года титул баронессы Фёрниволл получила достопочтенная Мэри Фрэнсис Кэтрин Петре (1900—1968), дочь Бернарда Петре, 14-го барона Петре (1858—1908). По отцовской линии она была потомком Роберта Эдварда Петре, 9-го барона Петре, и его первой жены Анны Говард, племянницы 9-го герцога Норфолка и 18-го барона Фёрниволла. После смерти леди Фёрниволл в 1968 году баронский титул в третий раз прервался.

## Бароны Фёрниволл (1295; 1318)
- 1295—1332: Томас де Фёрниволл, 1-й барон Фёрниволл (ум. 3 февраля 1332), сын сэра Томаса де Фёрниволла (умер в 1291)
- 1318/1332 — 1339: Томас де Фёрниволл, 2-й барон Фёрниволл (1301—1339), сын предыдущего. Еще при жизни отца, 25 августа 1318 года, он был вызван в парламент как лорд Фёрниволл
- 1339—1364: Томас де Фёрниволл, 3-й барон Фёрниволл (1322—1364), старший сын предыдущего
- 1364—1383: Уильям де Фёрниволл, 4-й барон Фёрниволл (1326—1383), младший брат предыдущего
- 1383—1401: Джоан де Фёрниволл, 5-я баронесса Фёрниволл (ок. 1369 — ок. 1401), дочь предыдущего
- Томас Невилл, 5-й барон Фёрниволл (по праву жены; ум. 24 марта 1407), сын Джона Невилла, 3-го лорда Невилла, муж предыдущей
- Мод Невилл, 6-я баронесса Фёрниволл (ок. 1392 — ок. 1423), дочь предыдущего
- 1409—1453: Джон Толбот, 6-й барон Фёрниволл (по праву жены; ок. 1390 — 17 июля 1453), сын Ричарда Толбота, 4-го лорда Толбота, муж предыдущей. С 1442 года — граф Шрусбери и Уотерфорд
- 1453—1460: Джон Толбот, 2-й граф Шрусбери, 7-й барон Фёрниволл (ок. 1417 — 10 июля 1460), второй сын предыдущего
- 1460—1473: Джон Толбот, 3-й граф Шрусбери, 8-й барон Фёрниволл (12 декабря 1448 — 28 июня 1473), старший сын предыдущего
- 1473—1538: Джордж Толбот, 4-й граф Шрусбери, 9-й барон Фёрниволл (1468 — 26 июля 1538), старший сын предыдущего
- 1538—1560: Фрэнсис Толбот, 5-й граф Шрусбери, 10-й барон Фёрниволл (1500 — 25 сентября 1560), старший сын предыдущего
- 1560—1590: Джордж Толбот, 6-й граф Шрусбери, 11-й барон Фёрниволл (1522 — 18 ноября 1590), старший сын предыдущего
- 1590—1616: Гилберт Толбот, 7-й граф Шрусбери, 12-й барон Фёрниволл (20 ноября 1552 — 8 мая 1616), второй сын предыдущего.

После смерти Гилберта Толбота, не оставившего после себя мужских потомков, на баронский титул стали претендовать его три дочери:
Мэри Герберт, графиня Пембрук (ок. 1580 — 1649), Элизабет Грей, графиня Кентская (1582—1651), и Альтея Говард, графиня Арундел (1585—1654).
- 1651—1654: Альтея Говард, 13-я баронесса Фёрниволл (1585 — 3 июня 1654), младшая дочь Гилберта Толбота, 7-го графа Шрусбери, жена Томаса Говарда, 21-го графа Арундела
- 1654—1677: Томас Говард, 5-й герцог Норфолк, 14-й барон Фёрниволл (9 марта 1627 — 13 декабря 1677), старший сын Генри Говарда, 22-го графа Арундела, внук предыдущей
- 1677—1684: Генри Говард, 6-й герцог Норфолк, 15-й барон Фёрниволл (12 июля 1628 — 13 января 1684), младший брат предыдущего
- 1684—1701: Генри Говард, 7-й герцог Норфолк, 16-й барон Фёрниволл  (11 января 1655 — 2 апреля 1701), старший сын предыдущего от первого брака
- 1701—1732: Томас Говард, 8-й герцог Норфолк, 17-й барон Фёрниволл (11 декабря 1683 — 23 декабря 1732), старший сын лорда Томаса Говарда (1662—1689), внук предыдущего
- 1732—1777: Эдвард Говард, 9-й герцог Норфолк, 18-й барон Фёрниволл (5 июля 1685 — 20 сентября 1777), младший брат предыдущего. С 1777 года титул барона Фёрниволла бездействовал.

- 1913—1968: Мэри Фрэнсис Кэтрин Дент, 19-я баронесса Фёрниволл (27 мая 1900 — 24 декабря 1968), единственная дочь Бернарда Генри Филипа Петре, 14-го барона Петре (1858—1908), и Этельдреды Мэри Одли Кларк (1871—1959). После смерти Мэри Дент баронский титул оказался в бездействии. На него стали претендовать две её дочери: достопочтенная Розамунда Мэри Дент (род. 1933) и достопочтенная Патрисия Мэри Бенс (род 1935). Так как Розамунда является монахиней и не имеет детей, на баронский титул могут претендовать её младшая сестра, миссис Патрисия Мэри Бенс и её старший сын, Фрэнсис Хорнсби (род. 21 апреля 1958).